# 超人与蝙蝠侠：启示录
《超人与蝙蝠侠：启示录》（英語：Superman/Batman: Apocalypse）是一部2010年录像带首映的动画超级英雄电影，改编自DC漫画公司推出的连载《超人/蝙蝠侠》中的“来自氪星的超级女孩”事件，是《超人与蝙蝠侠：全民公敌》的续集。片中的艺术风格部分仿自《超人/蝙蝠侠》漫画的作者迈克尔·特纳。这部电影是第九部由华纳首映和华纳兄弟动画发布的DC宇宙动画原创电影，且是该系列中的第一部续作。于2010年9月28日发行。
该片的双碟版和蓝光版包含动画短片绿箭侠。

## 简介
影片开始的画外音承接《超人与蝙蝠侠：全民公敌》，提示总统雷克斯·路瑟已受弹劾。一颗陨石夹带着一艘飞船坠入歌谭市港口，蝙蝠侠前去潜水搜寻。一位奇特的少女惊慌失措地来到了歌谭市并引发了混乱。最终少女被蝙蝠侠用氪石放倒。
在蝙蝠侠对少女进行检验时，少女醒来并挣脱束缚，正要她无法自控地毁坏周边时，超人及时飞来，用氪星语言安抚了少女。经过交谈超人得知少女是自己的表姐卡拉·祖-艾尔（Kara Zor-El）。